# 泥濘道路季

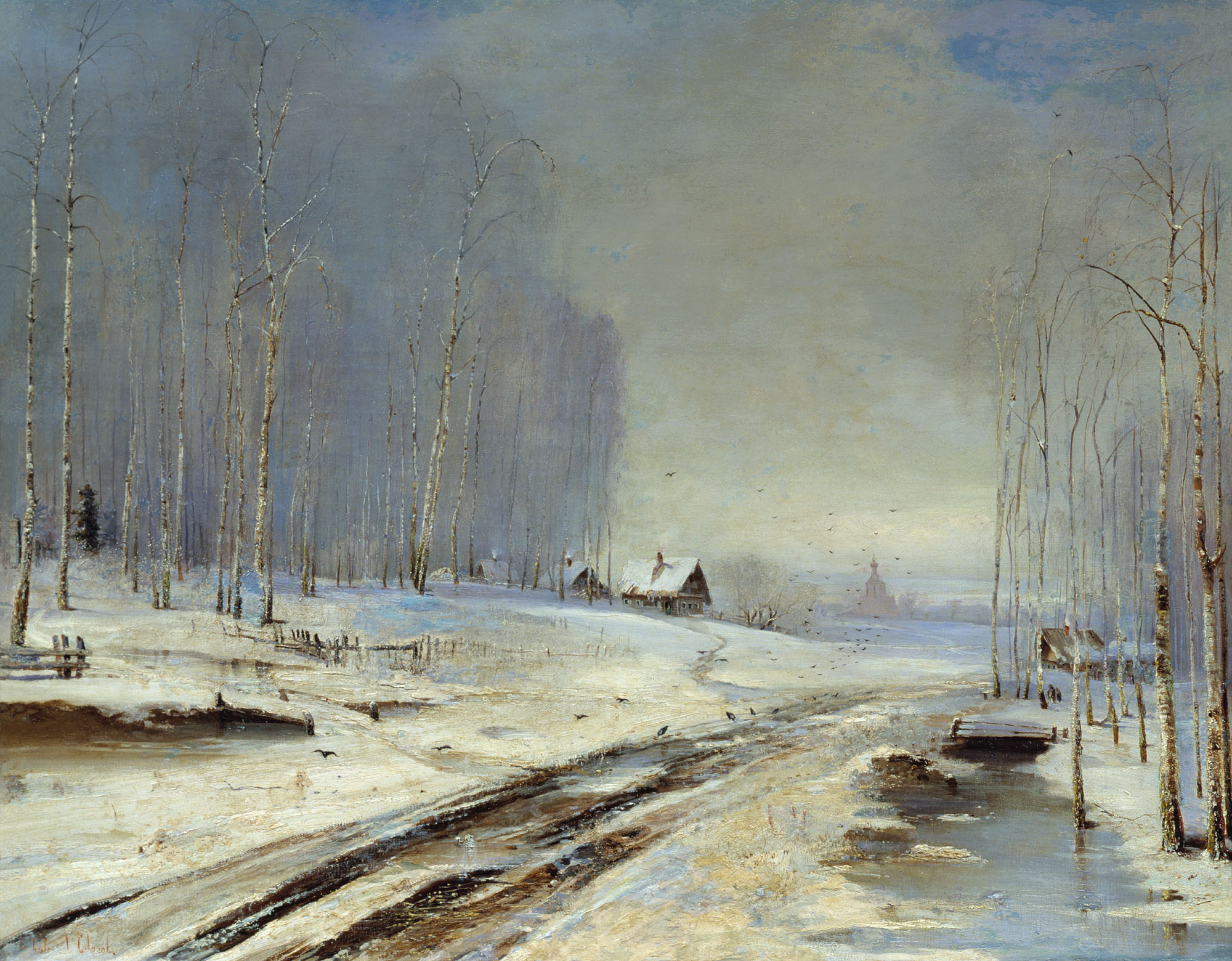
俄國畫家薩伏拉索夫在1894描畫出的泥濘道路風景圖

泥濘道路季、翻浆期（俄語：распу́тица，直译：「解凍」，IPA：[rɐsˈputʲɪtsə]，直译：「沒路的情況」）是指東歐黑土上的一個季節，在每年的春季（3月中旬至4月底）與秋季（大約10月中旬至11月底），由於春天融雪或秋天下雨而造成的泥泞，使在泥土路上行走变得困难，因此戰爭時可使敵人陷入泥潭，又稱為泥將軍。

## 词源
在俄語，术语rasputitsa 、рас- (ras-)、不愉快、+ путь (put)、旅行、+ -ица (-itsa) 指的是春季或秋季，也指这段时期的路况。 
在乌克兰语中（羅馬化：Bezdorizhzhia，意指「無路」，讀音ⓘ）通常指春季，但也可指秋季，因雨水或融雪，令、轨道、小径或任何排水不良的越野区域上的把路线变成无法通行的深泥时。 

## 影響

### 民事
该术语适用于白俄罗斯、俄罗斯和乌克兰的泥泞路况，这是由于该地区粘土般的土壤排水不良造成的。在此期间，俄罗斯某些地区的道路受到重量限制和封闭。这现象亦是苏联在20世纪初發展的其中一个障碍，因为近四成的农村使用泥路。

### 战爭时期
俄罗斯的泥濘道路季在战时具有巨大的防御优势，被稱為泥將軍。
在13世纪蒙古入侵期间，春季的解冻可能使诺夫哥罗德免于被征服和洗劫。 在1812年拿破仑入侵俄罗斯帝国期间，泥浆也是對法軍一个很大的障碍 。
在第二次世界大战期間，长达数月的泥泞时期减缓了納粹德軍在莫斯科战役（1941年10月 - 1942年1月）期间向苏联的推进，并可能有助于把苏联首都免於被納粹德国占领。 納粹德軍使用的閃擊戰因此被揭露破綻：虽然坦克可以在夏季或冬季有效运行，但它们在春季和秋季因泥濘的影響就不太有用。
在俄罗斯入侵乌克兰之前，一些分析人士认为，春季的泥浆路會對后勤產生挑战，並有可能阻碍大规模的侵佔。果如所料，俄軍在入侵後發現他們许多的機動步兵都被困在田野裡，使他們被仅限于使用主要道路進攻，所以大大减缓了俄軍向基辅和其他方向的推进。

## 画廊

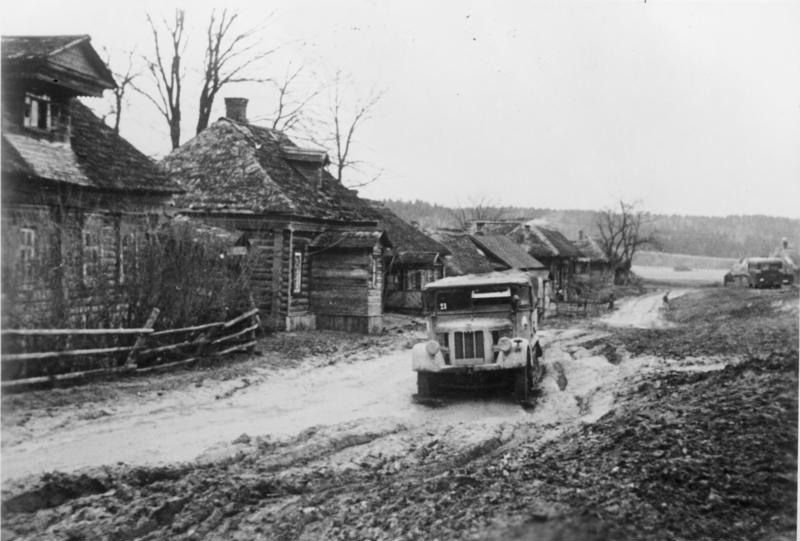
1941年11月, 莫斯科附近的村庄街道
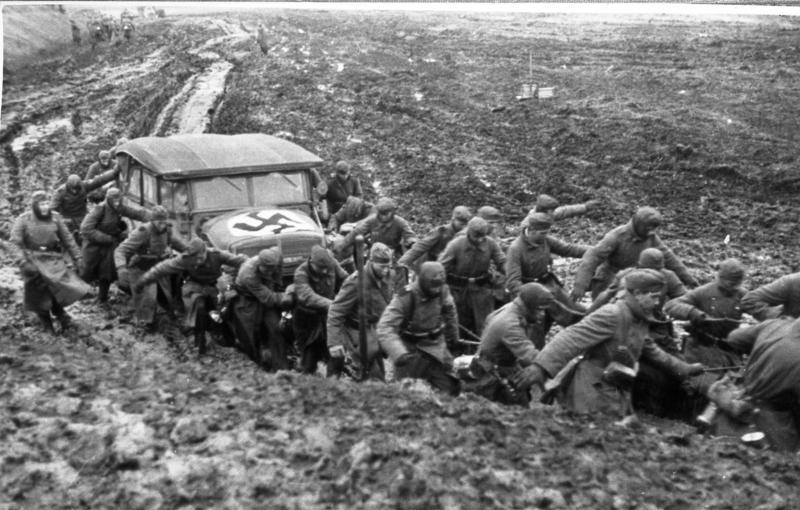
1941年11月, 納粹德軍在泥泞中拉着一輛汽车
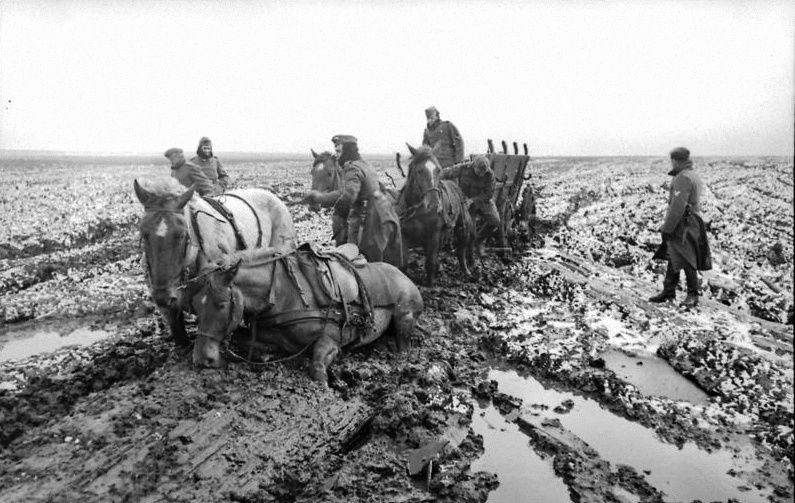
1942年3月至4月，納粹德軍的馬車在库尔斯克州陷入深泥中
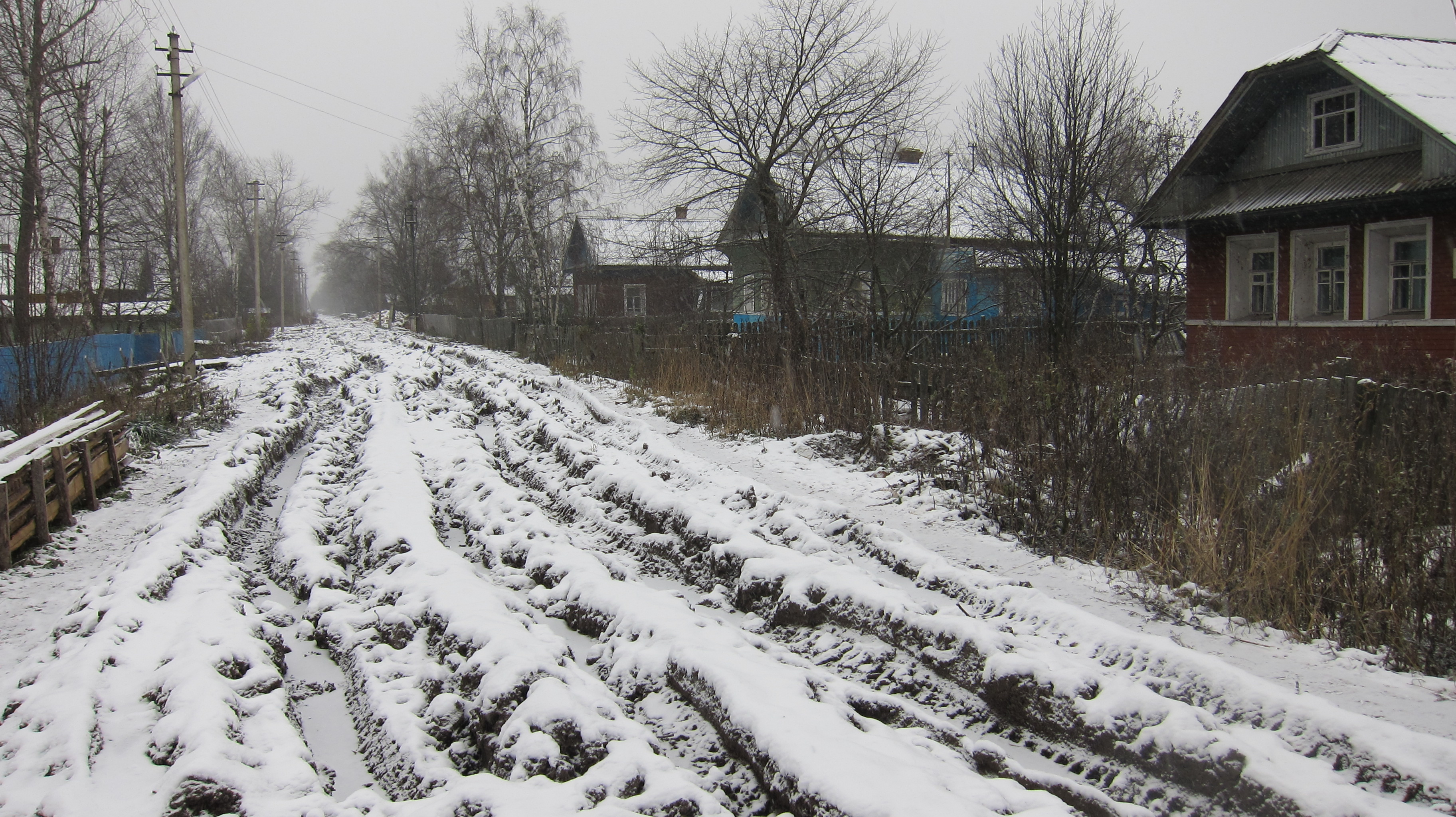
2012年10月, 沃洛格达州索科尔的街景，显示了厚厚的积雪和浸水的土壤
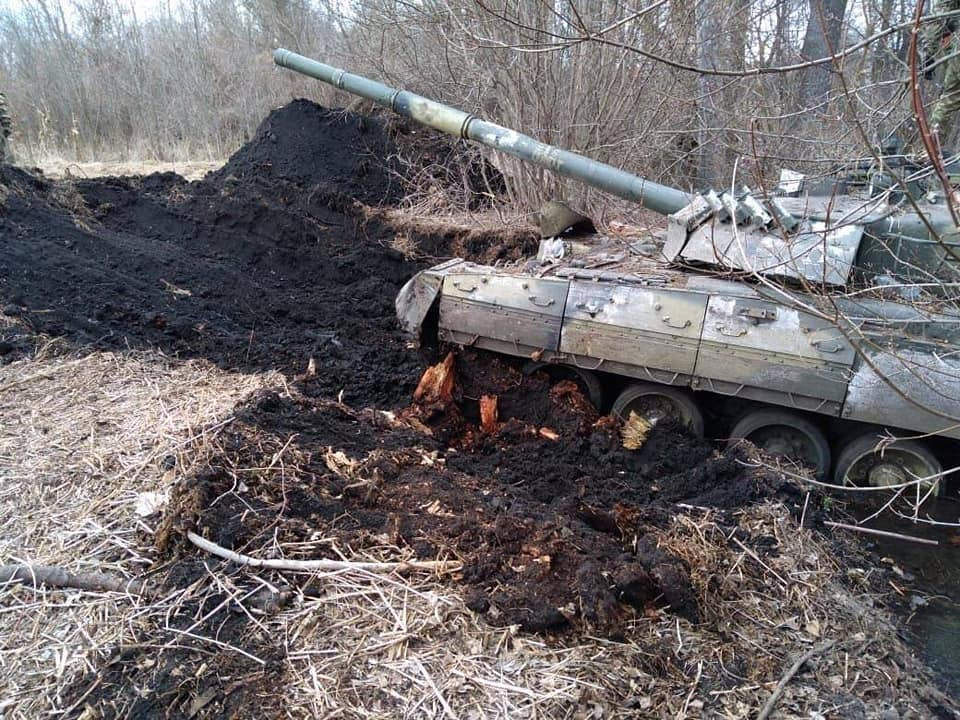
2022年3月，俄罗斯入侵乌克兰期间，一辆俄軍的坦克陷入泥泞中